# كاتدرائية شارتر
كاتدرائية شارتر، المعروفة أيضا باسم كاتدرائية سيدة شارتر (بالفرنسية: Cathédrale Notre-Dame de Chartres)‏ هي كاترائية تم بنائها في القرون الوسطى في العصر الروماني شعيرة الكاتدرائية الكاثوليكية تقع في شارتر، بفرنسا، وتقع في في إقليم أور ولوار على بعد حوالي 80 كيلومترا (50 ميل) جنوب غرب باريس. وتعتبر واحدة من أروع أمثلة المعمار القوطية الفرنسية، وتعد أحد مواقع التراث العالمي لليونسكو. وتعد
المعلم السياحي الأكثر أهمية، والذي يتميز بنوافذه الرائعة المكونة من الزجاج الملون. شيدت الكاتدرائية الحالية في الغالب بين عامي 1194 و1250.
تعتبر كاتدرائية شارتر من أولى الكاتدرائيات القوطية التي بنيت في فرنسا خلال القرن الثاني عشر، وتقع في مدينة شارتر حوالي 80 كيلومترًا جنوب غرب باريس، وقد تعرضت في عام 1149 لحريق دمر بنيانها القديم عدا الواجهة الغربية الباقية لليوم، والتي مازالت على طرازها القوطي القديم، أما باقي الكاتدرائية فأعيد بناءها فيما بين 1149 و1220. ترتبط نشأة هذه الكاتدرائية ارتباطًا وثيقًا بفرسان الهيكل، وهم من المواضيع الأساسية للرواية محل التحقيق، مما يبرر اهتمام المؤلف بها، حيث تضمنت أحجارها رموزًا وطيدة الصلة بالأحداث الواردة في شفرة دافنشي، وبصفة عامة، فقد استدعى التركيز الشديد في أيقونات الكاتدرائية على السيدة العذراء فضلًا عن العدد اللا نهائي من الرموز الأنثوية فيها ميلًا شديدًا من الباحثين وعلماء الرموز لإمكانية تضمين المعماري المجهول الذي أسس الكاتدرائية، لعدد من الرموز الوثنية للآلهة المؤنثة الوثنية في أحجار الكنيسة.
خلال القرون الوسطى، تم بناء مدارس قرب الكنائس والكتدرائيات، ودعيت بمدارس الكاتدرائية. وكانت هذه المداراس مراكز للتعليم المتقدم، وبعض من هذه المدارس أصبحت في نهاية المطاف الجامعات الأولى في الغرب. وأُعتبرت مدرسة كاتدرائية شارتر أكثر المدارس شهرةً وتأثيرًا، حيث كان لها دور هام في حفظ الفكر القديم ونشر العلوم في العالم الغربي. مع ظهور مدارس الكاتدرائية في أوائل القرون الوسطى تحولت هذه المؤسسات إلى مراكز تعليم متقدمة، ومتطورة في كثير من الأحيان وشكلت نقطة انطلاق لكثير من الإنجازات في أوروبا الغربية وفي وقت لاحق شجعت على حرية البحث وخرّجت مجموعة كبيرة ومتنوعة من العلماء والفلاسفة. كان للمدارس وجامعات الكنيسة آثار ايجابية على تطوير العلوم، المؤرخين يذهب أبعد من ذلك إذ بحسبهم هذه المداراس تمثل بدايات العلم الحديث.

## السياق الاجتماعي والاقتصادي
كما كان هو الحال في أي أسقفية تعود للقرون الوسطى، كانت كاتدرائية شارتر المبنى الأكثر أهمية في بلدة شارتر- ومركز اقتصادها، وهي أكثر المعالم شهرة ونقطة محورية في العديد من النشاطات التي في المدن الحديثة التي ينص عليها المباني المدنية المتخصصة. وفي العصور الوسطى، كانت الكاتدرائية كنوع من السوق، الذي يشمل الأنشطة التجارية المختلفة والتي تركزت على بواباتها المختلفة، حيث كان يتم بيع المنسوجات في جميع أنحاء المنطقة في الجزء الشمالي من الكاتدرائية، كان يتجمع بينما باعة اللحوم والخضروات والوقود حول الشرفة الجنوبية. وأيضًا في صحن الكنيسة نفسها، حيث تم بيع النبيذ. وبينما كان العمال من مختلف المهن يجتمعون في مواقع معينة حول الكاتدرائية في انتظار عروض العمل.

## الرموز والأساطير
كان من بين هذه الرموز في شارتر تمثال سيدة الأعمدة أو العذراء السوداء، هو تمثال لسيدة سوداء في وضعية العذراء، ويلقي الضوء على عادة مبكرة لدى المؤمنين المسيحيين الذين اعتادوا تطبيق رموز وصفات الربة المصرية إيزيس على مريم العذراء، وهذا هو الأمر الذي كان يفسر اللون الداكن للمادونا السوداء والمأخوذ من رسوم وتماثيل إيزيس. ويدلل كتاب  بيكنت آند برينسعلى هذا الربط الوثني بأسماء إيزيس التي تم إطلاقها على السيدة العذراء مثل ملكة الجنة ونجمة البحر. وكذلك بنقل الهالة التقليدية حول رأس إيزيس من الأيقونات الفرعونية للأيقونات المسيحية، والتي أصبحت بعدها علامة أساسية للقداسة في الفن المسيحي، ثم انتقلت منه للأيقونات الإسلامية الشيعية، وتمثال المادونا السوداء يقع داخل تجويف تقليدي وهي ممسكة بيسوع الطفل، أسود البشرة أيضًا وهو اللون التقليدي لحورس الطفل، ومحاطة بنصف دائرة من النجوم وفوقها صورة جسم مشع أبيض اللون، محاط بدوره بقوس فيه سبعة نقاط حمراء مضيئة. ويشير ذلك في رأي علماء الرموز الدينية إلى ارتباط هذه الأيقونة بعبادة كوكب النيبيرو الواغلة في القدم والمتأصلة في الديانات الوثنية القديمة.

### عبادة النيبيرو
النيبيرو متعدد الأسماء في تراث الشعوب، ومن أسمائه الكوكب الثاني عشر والكوكب المجهول ومردوك وسكانه يشار إليهم بالـ «الأنوناكيين» و «نيبيرويين» و «المردوكيين» و «إلوهيم» وهو لفظ الجمع العبري للفظ «إله» ويعني الآلهة، وتروي الأسطورة أن هذا الكوكب من خارج المجموعة الشمسية يقترب من الأرض كل 3600 عام، ويرتبط هذا الاقتراب بالعديد من الفيضانات والزلازل والكوارث الطبيعية. وتحيط به سبعة أقمار تابعة له.
كانت هناك إحدى الطوائف السرية بالمسيحية تربط أقدم اقتراب مسجل للنيبيرو بمولد حورس الطفل الإلهي. وبعد قرابة الأربعة آلاف عام، وفي الاقتراب المسجل الثاني، تعتقد هذه الطائفة أن حورس ولد من جديد في شكل يسوع الطفل، وذلك لاعتقادهم في إمكانية تناسخ روح الإله في الكائن البشري، وفي الأيقونة كما هو واضح رمزية لإعادة القصة من خلال إضفاء لون إيزيس وحورس الأسمر على هيئة مريم العذراء والمسيح الطفل، فالملامح لإيزيس وابنها والزي للعذراء وابنها، كما يرمز لنجم النيبيرو المتحكم في القصة كلها بالنجم المشع الأبيض في موقع مركزي فوق رأس المادونا، وكذلك لأقماره السبعة بالنجوم السبعة الحمراء، ويتكرر هذا الرمز ثانية في البناء الخارجي للكاتدرائية في شكل نجم يعلو العذراء محاطاً بهالته. كما يتكرر الرمز في دائرة النجوم المميزة في بهو الكاتدرائية، حيث يظهر لنا النيبيرو في موقع غريب غير متكرر في الزودياك عادة، وفضلًا عن ذلك كله، هناك العديد من النظريات الرمزية والأساطير الدينية تدور حول كاتدرائية شارتر وتربط بينها وبين فرسان الهيكل من جهة وبين العقائد السرية الماسونية من جهة أخرى وبين وثنيات الأنثى المقدسة من جهة ثالثة.
و من هذه الأساطير، أن الملك شارلمان كان قد أهدى إلى الكاتدرائية ثوبًا من ثياب السيدة العذراء، وهذا الثوب مازال معروضًا بها لليوم، ووفقًا للأسطورة، حصل شارلمان على هذا الثوب من فرسان المعبد، والذين غنموه بدورهم أثناء الحروب الصليبية في أورشليم. ولكن الحقيقة التاريخية تقول أن هذا الرداء أهدي عام 867 من الملك شارل الثاني وليس شارلمان، وأيدت الدراسة العلمية للثوب أنه من منسوجات سوريا في القرن الأول الميلادي مما يزيد من احتمالية كونه للسيدة العذراء. ولقد نجا الثوب من الحريق المدمر بفضل بعض الرهبان، والذين اعتبروا نجاته أمرًا من العذراء مريم ببناء كاتدرائية جديدة في نفس المكان، وجمعت التبرعات من كل فرنسا لهذا الغرض، وتم ترميم شارتر.

## البناء الحالي
تعرضت في عام 1149 لحريق دمر بنيانها القديم عدا الواجهة الغربية الباقية لليوم، والتي مازالت على طرازها القوطي القديم، أما باقي الكاتدرائية فأعيد بناءها فيما بين 1149 و1220. وكانت واحدة من السمات غير العادية في كاتدرائية شارتر هي السرعة التي بنيت عليها- وهو عامل ساهم في اتساق تصميمها، حتى وأن كانت هناك تغييرات لا حصر لها إلى في تفاصيل البناء.
قام المؤرخ المعماري الأسترالي جون جيمس، بتقديم دراسة مفصلة عن الكاتدرائية، وكانت النتيجة أن هناك نحو 300 رجل يعملون في الموقع في أي وقت واحد، على الرغم من أنه لابد من الاعتراف بأن المعرفة الحالية من ممارسات العمل في هذا الوقت كانت محدودة نوعا ما. بنيت الكنائس في القرون الوسطى عادة من الشرق إلى الغرب بحيث يمكن للجوقة أن تكون في جهة الغرب، في حين تم الانتهاء من المعبر وصحن الكنيسة على يد جادل كانون حيث أعمال البناء بدأت في المعبر والهيكل الخارجي.
توجد متاهة خطية على أرضيتها، وقد وضعت هذه المتاهة الخطية قرابة عام 1200 أثناء ترميم الكاتدرائية بعد الحريق، ويقال أن السير في خطوط هذه المتاهة كان شرطًا من شروط الحج للجماعات المريمية التي كانت تأم الكاتدرائية في القرون الوسطى، تقرباً للقديسة مريم المجدلية، وكرمز للبحث عن الحقيقة ومحاولة التقرب من الرب، حيث يدورون في أفلاك المتاهة، وعند النقطة المركزية بها يركع الحاج على ركبتيه ويردد الأدعية. ومن الغريب أن على هذه النقطة المركزية حيث يركع الحاج نقشًا لنجمة مميزة، وهي النجمة الخماسية رمزًا لمريم المجدلية.

## معرض صور

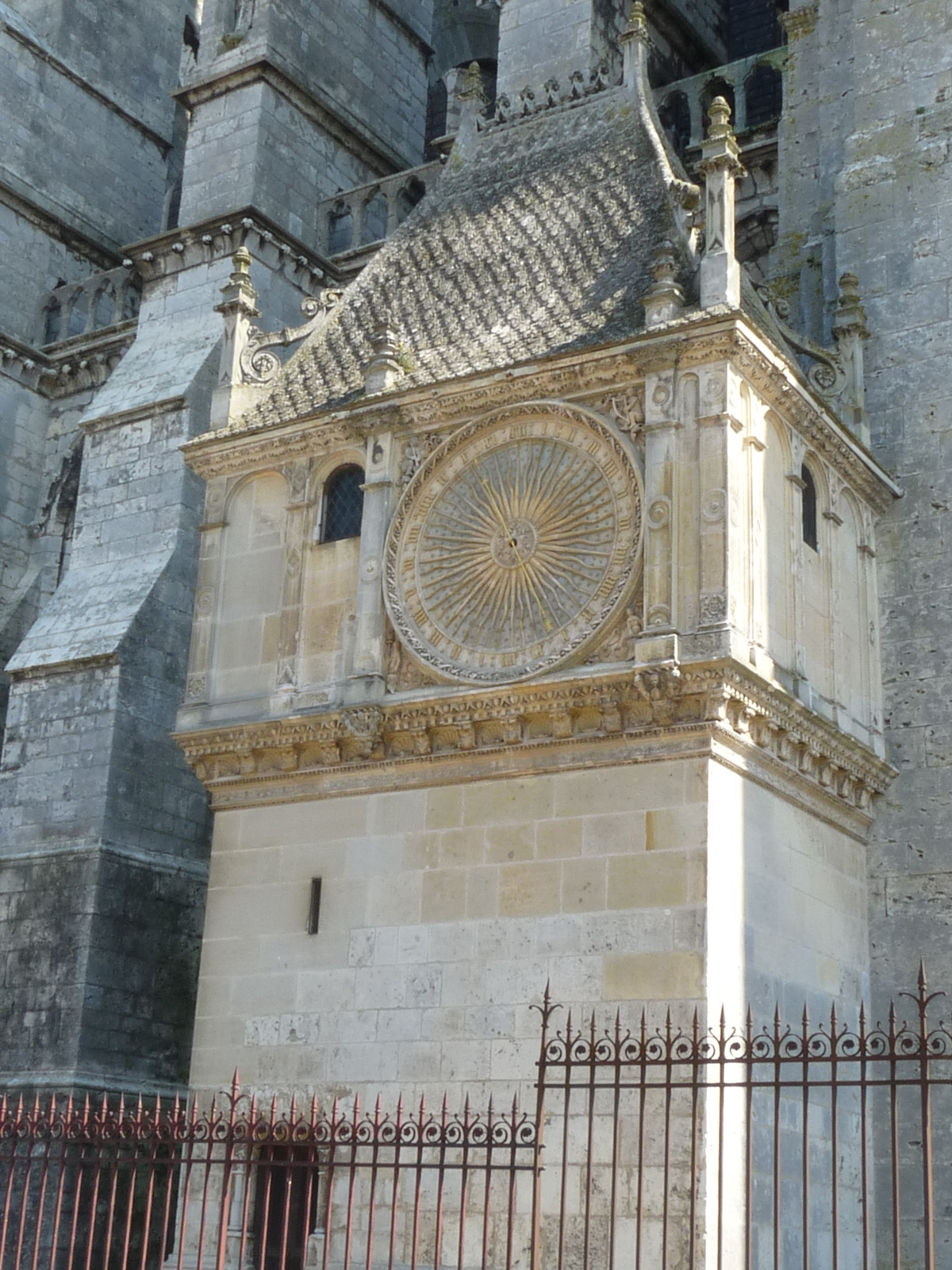
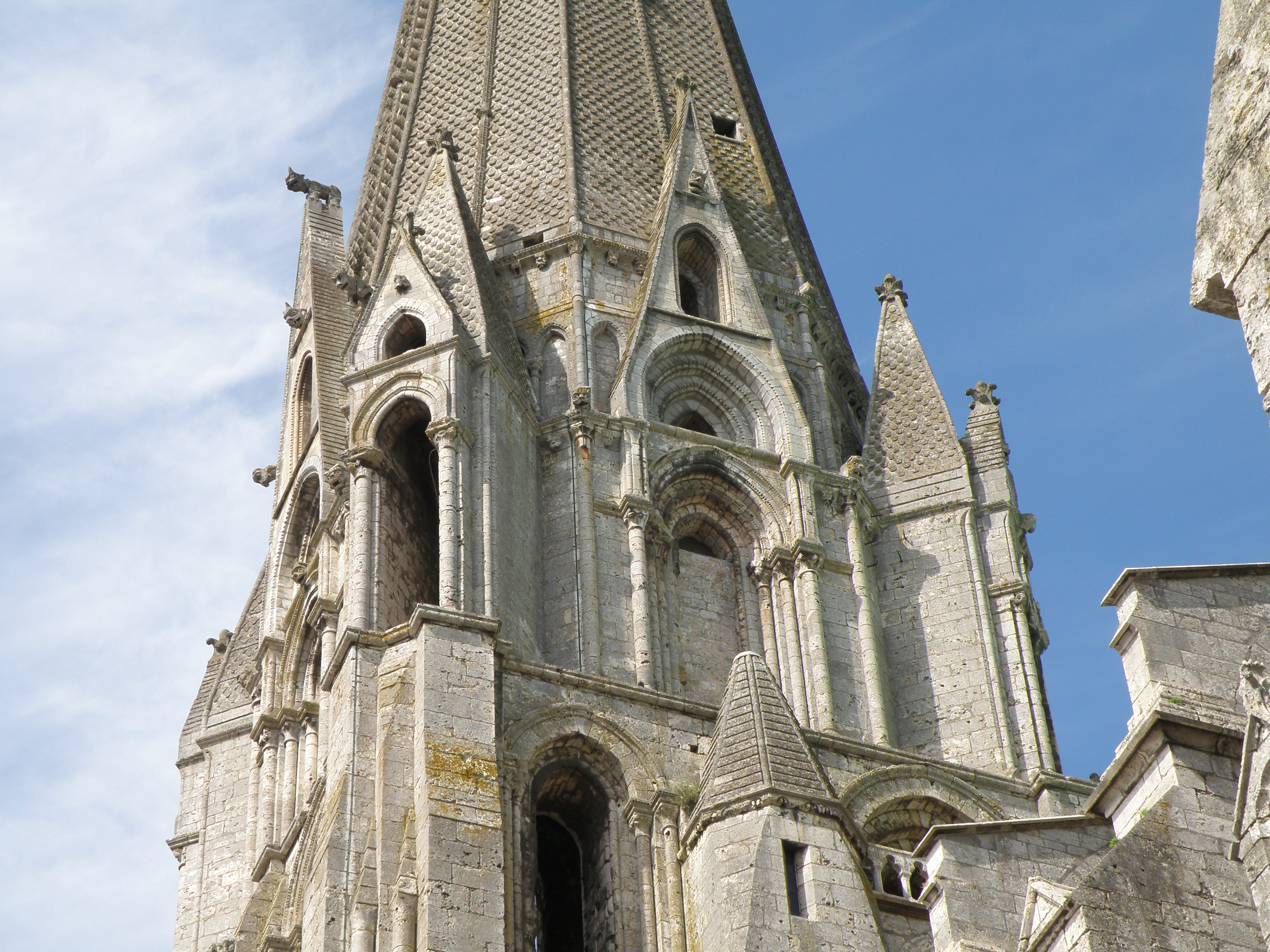
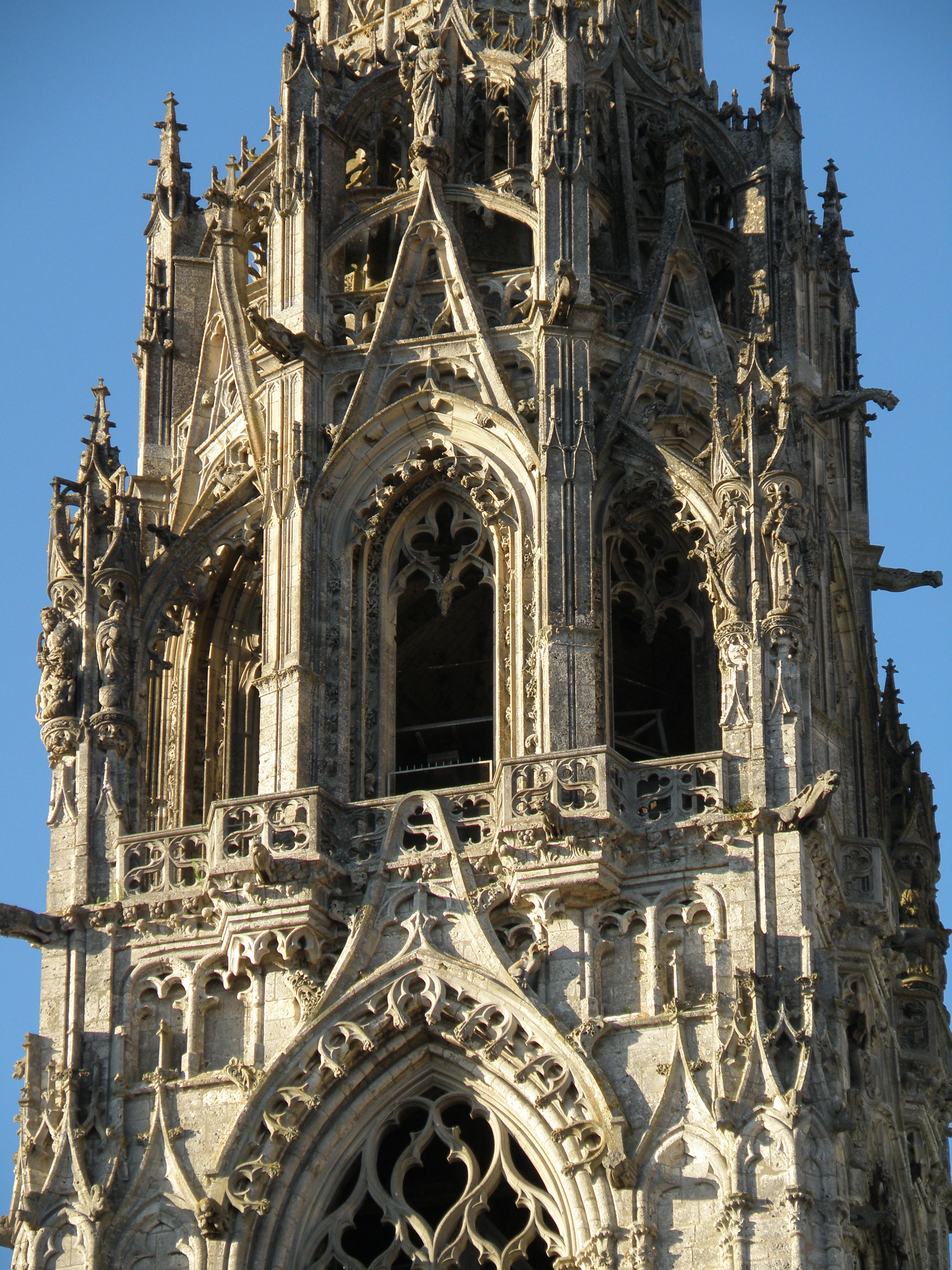